# Jeanette Winterson
Œuvres principales
- Les oranges ne sont pas les seuls fruits

Jeanette Winterson, née le 27 août 1959 à Manchester, est une romancière britannique.
Elle est surtout connue pour son roman Les oranges ne sont pas les seuls fruits (en). En partie autobiographique, elle y raconte son enfance dans une famille pentecôtiste et ses premières relations homosexuelles. Le ton du roman est parfois surréaliste, souvent d'un humour mordant. Adapté pour la télévision, il a eu un réel succès au Royaume-Uni, et a également été traduit en français et dans plusieurs autres langues.

## Biographie
Elle a grandi à Accrington, Lancashire, et a été élevée dans l'Église pentecôtiste d'Elim.
En 2018, dans le cadre du bicentenaire des sœurs Brontë et à la demande de la ville de Bradford, elle est invitée avec quatre autres artistes britanniques – Kate Bush, Carol Ann Duffy et Jackie Kay –, à écrire un poème pour orner une des douze pierres reliant la maison familiale des Brontë au presbytère de la famille. Son poème s’inspire de l'héritage de la fratrie.

## Œuvres

### Romans,
- Le sexe des cerises, extraits, NRF n° 466, Gallimard, novembre 1991, trad. d'Isabelle D. Philippe
- Les oranges ne sont pas les seuls fruits, Des femmes, 1991 ((en) Oranges Are Not the Only Fruit, 1985)Réédition révisée, L'Olivier, 2012 (ISBN 978-2-87929-977-8) ; réédition, Points, coll. « Signatures » no P3033, 2013 (ISBN 978-2-7578-3386-5)
- (en) Boating for Beginners, 1985
- (en) Fit For The Future: The Guide for Women Who Want to Live Well, 1986
- La Passion de Napoléon, Robert Laffont, 1989 ((en) The Passion, 1987), trad. Isabelle D. PhilippeRéédition révisée par Isabelle D. Philippe sous le titre La Passion, L'Olivier, 2013 (ISBN 978-2-8236-0232-6) ; réédition, Points no P4044, 2015 (ISBN 978-2-7578-4946-0)
- Le Sexe des cerises, Plon, coll. « Feux croisés », 1995 ((en) Sexing the Cherry, 1989), trad. Isabelle D. PhilippeRéédition, Points no P3034, 2013 (ISBN 978-2-7578-3483-1)
- (en) Oranges Are Not The Only Fruit: the script, 1990
- Écrit sur le corps, Plon, coll. « Feux croisés », 1993 ((en) Written on the Body, 1992)
- Art et Mensonges : pièce pour trois voix et une ribaude, Plon, coll. « Feux croisés », 1998 ((en) Art & Lies: A Piece for Three Voices and a Bawd, 1994), trad. Isabelle D. Philippe
- (en) Great Moments in Aviation: the script, 1995
- (en) Art Objects, 1995
- Symétries des cordes, roman racheté à Plon toujours inédit ((en) Gut Symmetries, 1997) trad Isabelle D. Philippe
- Powerbook, L'Olivier, 2002 ((en) The Powerbook, 2000)
- La sémiotique du sexe, novembre 1991, Revue L'Infini (n°92), Gallimard, traduction d'Isabelle D. Philippe
- Garder la flamme, Melville, 2005 ((en) Lighthousekeeping, 2004)Réédition, 10/18, coll. « Domaine étranger » no 4104, 2008 (ISBN 978-2-264-04498-3)
- (en) Weight, 2005
- (en) The Stone Gods, 2007
- (en) Ingenious, 2009
- (en) The Daylight Gate, 2012
- La Faille du temps, Buchet/Chastel, 2019 ((en) The Gap of Time, 2015)
- Frankissstein, Alto, 2021 ((en) Frankissstein: A Love Story, 2019), trad. Céline Leroy

### Recueil de nouvelles
- (en) The World and Other Places, 1998
- (en) Christmas Days: 12 Stories and 12 Feasts for 12 Days, 2016

### Mémoires
- Pourquoi être heureux quand on peut être normal, L'Olivier, 2012 ((en) Why Be Happy When You Could Be Normal?, 2011)  (ISBN 978-2-87929-870-2)Réédition, Points no P3075, 2013 (ISBN 978-2-7578-3595-1)

### Littérature d'enfance et de jeunesse
- Le Roi de Capri, Gautier-Languereau, 2003 ((en) The King of Capri, 2003)  (ISBN 2-01-390983-7)
- L'Horloge du temps, Albin Michel, coll. « Wiz », 2007 ((en) Tanglewreck, 2006)  (ISBN 978-2-226-18005-6)
- (en) The Lion, The Unicorn and Me: The Donkey's Christmas Story, 2009

## Prix et distinctions
- Prix Whitbread du premier roman pour Les Oranges ne sont pas les seuls fruits, en 1985
- Prix John Llewellyn Rhys pour La Passion de Napoléon, en 1987
- E. M. Forster Award pour Le sexe des cerises, en 1989
- BAFTA Award du meilleur drame pour Les Oranges ne sont pas les seuls fruits (série TV), en 1992
- Prix Lambda Literary 1993 dans la catégorie Lesbian Fiction pour Écrit sur le corps
- Officière de l'Ordre de l'Empire Britannique (OBE) pour services rendus à la littérature lors des New Year Honours, en 2006
- Prix Lambda Literary pour Pourquoi être heureux quand on peut être normal? En 2013
- Prix St Louis Literary, en 2014
- Winterson a fait partie des femmes du XXIe siècle dont l'influence est examinée par  l'émission de la BBC 100 Women
- Elle fait partie des Pairs de la Société Royale de Littérature (Fellow of the Royal Society of Literature) depuis 2016
- Elle a présenté les 42ème Richard Dimbleby Lectures en hommage à l'anniversaire du centenaire du droit de vote des femmes au Royaume-Uni
- Commandeuse de l'Ordre de l'Empire Britannique (CBE) lors des Birthday Honours pour services rendus à la littérature en 2018
- Sélectionnée pour le Prix Booker pour Frankisstein: A Love Story en 2019